# 유장희
유장희(柳莊熙, 1941년 2월 11일 ~ )는 이화여자대학교 부총장과 한국경제학회 회장을 지낸 대한민국의 경제학자이다. 2012년부터 2014년까지 제2대 동반성장위원회 위원장을 지냈다. 본관은 전주이며, 전북특별자치도 전주시 출신이다.

## 학력
- 경기고등학교
- 서울대학교 경제학과
- UCLA 대학원 경제학 석사
- 텍사스 A&M 대학교 대학원 경제학과 박사

## 경력
- 대외경제정책연구원 원장
- 외무부 정책자문위원 위원장
- 재정경제원 세제발전심의위원
- 이화여자대학교 국제학부 국제학전공 교수
- 이화여자대학교 국제통상협력연구소 소장
- 한국 APEC학회 회장
- 제24대 한국국제경제학회 회장
- 제33대 한국경제학회(KEA) 회장
- 이화여자대학교 대외 부총장
- 한국선진화포럼 정책위원회 위원장
- 이화여자대학교 명예교수
- 국민경제자문회의 부의장
- BBB 코리아 회장
- 포스코 이사회 의장
- 제2대 동반성장위원회 위원장
- 안민정책포럼 고문
- 한반도 평화 만들기 이사
- 한반도 평화 만들기 한반도경제포럼 고문